# Asplenium haenkeanum
Asplenium haenkeanum là một loài thực vật có mạch trong họ Aspleniaceae. Loài này được (C. Presl) Hieron. miêu tả khoa học đầu tiên năm 1908.